# Васіно (Бабаєвський район)
Васіно — сільце в Бабаєвському районі Вологодської області Росії.

## Загальні відомості
Входить до складу Вепського національного сільського поселення (з 1 січня 2006 року по 13 квітня 2009 року входила до складу Комонівського сільського поселення).
Відстань по автодорозі до районного центру Бабаєво — 99 км, до центру муніципального утворення села Тімошино по прямій — 9 км. Найближчі населені пункти — с. Гридіно, с. Лабіно, с. Саутіно. Станом на 2002 рік проживало 3 чоловік.